# Татуированная девушка
«Татуированная девушка» (англ. The Tattooed Girl) — роман американской писательницы Джойс Кэрол Оутс, опубликованный в 2003 году издательством Ecco Press.

## Сюжет
Альма Буш, 27-летняя женщина с таинственными татуировками на теле, переезжает из Акрона в городок Маунт-Кармел на севере штата Нью-Йорк. Здесь она знакомится с официантом по имени Дмитрий, который становится её любовником и сутенёром. В кафе, где работает Дмитрий, Альма также знакомится с писателем по имени Джошуа Сейгл, который предлагает ей пост своей ассистентки. Буш сразу соглашается, однако узнав о еврейском происхождении Сейгла, Альма начинает ненавидеть Джошуа и чинить препятствия в его работе по написанию нового романа.

## Критика
В рецензии для The Guardian писатель Тоби Литт назвал роман «захватывающей историей, рассказанной в почти маниакально-напористом стиле». Литературовед Софи Харрисон на страницах The New York Times дала более критичную оценку роману, заострив внимание на отсутствии связи между некоторыми эпизодами в свойственном Оутс беглом повествовании.

## Адаптация
«Татуированная девушка» была поставлена Театром J (режиссёр Джон Врике) c Мишель Шуп (Альма), Майклом Руссотто (Джошуа) и Кристофером Брауном (Дмитрий) в главных ролях.